# Ran an die Braut
Ran an die Braut (Get Over It) ist eine amerikanische Filmkomödie aus dem Jahr 2001 von Tommy O’Haver und mit Kirsten Dunst.

## Handlung
Als Berke von seiner Freundin Allison verlassen wird, ist er am Boden zerstört. Um sie zurückzugewinnen, nimmt er eine Rolle in einer Inszenierung von William Shakespeares Ein Sommernachtstraum an, in der sie mitwirkt. Berkes Konkurrent um Allisons Gunst ist der arrogante Stryker, Mitglied einer Boygroup und Schwarm aller Mädchen.
Während Stryker die Hauptrolle in dem Theaterstück erhält, ergattert der unmusikalische Berke nur eine unbedeutende Nebenrolle. Als einer der anderen Hauptdarsteller jedoch verletzt ausfällt, nominiert Stryker seinen Rivalen Berke als Ersatz, um ihn auf der Bühne demütigen zu können. Berke nimmt die Herausforderung an und erhält Unterstützung von der talentierten Kelly, der jüngeren Schwester seines Kumpels Felix.
Während der gemeinsamen Proben kommen sich Berke und Kelly immer näher und Berke ist sich seiner Gefühle für Allison nicht mehr sicher. Als Allison entdeckt, dass Stryker sie betrügt, will sie Berke zurück, doch dieser entscheidet sich für Kelly und küsst sie während der Premiere des Theaterstückes unter dem Beifall der Zuschauer auf der Bühne.

## Kritiken
Mick LaSalle lobte in „San Francisco Chronicle“, der Film würde die Formel der Teenagerkomödien brechen. Er lobte außerdem die Darstellung von Martin Short.
Jami Bernard lobte in den „New York Daily News“ die Besetzung und die Filmmusik.

## Hintergründe
Die Produktion des Films kostete ungefähr 10 Millionen US-Dollar; das Einspielergebnis lag bei ca. 11 Millionen US-Dollar.